# August Wilhelm Heffter
August Wilhelm Heffter (* 30. April 1796 in Schweinitz, Kurfürstentum Sachsen; † 5. Januar 1880 in Berlin) war ein deutscher Rechtsgelehrter.

## Leben
Geboren als Sohn des Generalakzisekommissars Johann Christian Heffter (1746–1830), genoss er seinen ersten Unterricht durch Hauslehrer. Im Mai 1808 besuchte er die sächsische Fürstenschule St. Augustin in Grimma und begab sich um Theologie zu studieren an die Universität Wittenberg, wo er sich im Sommersemester 1813 gemeinsam mit seinem Bruder Moritz Wilhelm Heffter (1792–1873), später Professor an der Ritterakademie in Brandenburg an der Havel, immatrikulierte. Während der Befreiungskriege wurde die Stadt jedoch zur Zielscheibe militärischer Auseinandersetzungen. Daher verließ Heffter die Stadt und bezog im Herbst 1813 die Universität Leipzig, um ein Rechtsstudium fortzusetzen.
Im Winter 1815 zog es ihn an die Universität Berlin, wo er andere Aspekte der Rechtswissenschaften kennenlernte. Dort bestand er am 28. März 1816 im Kammergericht von Berlin seine erste juristische Prüfung und wurde am 18. April als Auskultator in Jüterbog verpflichtet. Nachdem er 1817 seinen Wehrdienst abgeleistet hatte, bestand er im November desselben Jahres seine zweite juristische Prüfung das Referendariat. Er kehrte nach Berlin zurück und übernahm zunächst unterschiedliche Tätigkeiten, bis er am 22. April 1820 die dritte juristische Prüfung abgelegt hatte.
Daraufhin ging er als Assessor an den Appellationsgerichtshof Köln und wurde dann Rat bei dem Oberlandesgericht Düsseldorf. Seine Schrift Athenäische Gerichtsverfassung (Köln 1822) veranlasste 1823 seine Berufung an die Universität Bonn. 1828/29 amtierte er als Rektor der Universität. Von da ging er 1830 als Professor der Rechte nach Halle (Saale), 1833 an die Universität Berlin, wo er zugleich Ordinarius des Spruchkollegiums, später Geheimer Obertribunalsrat (1846–1868), Rektor (1836/37), Kronsyndikus und Mitglied des Preußischen Herrenhauses wurde.
August Wilhelm Heffter starb 1880 im Alter von 83 Jahren in Berlin und wurde auf dem Alten St.-Matthäus-Kirchhof in Schöneberg beigesetzt. Das neuklassizistische Wandgrab ist nicht erhalten, sein Aussehen wurde in Form einer Fassadenmalerei jedoch 2009 am Standort rekonstruiert.

## Werkauswahl
- Institutionen des römischen und deutschen Zivilprozesses (Bonn 1825, 2. Aufl. 1843);
- Beiträge zum deutschen Staats- und Fürstenrecht (Berlin 1829);
- Lehrbuch des gemeinen deutschen Kriminalrechts (Halle 1833);
- Die Erbfolgerechte der Mantelkinder (Berlin 1836);
- Der gegenwärtige Grenzstreit zwischen Staat und Kirche (1839) (angesichts der Kölner Wirren)
- Das europäische Völkerrecht der Gegenwart (Berlin 1844 (Digitalisat und Volltext im Deutschen Textarchiv); 7. Ausg. von Friedrich Heinrich Geffcken, 1881; auch französisch. 4. Aufl., 1883);
- Zivilprozeß im Gebiet des allgemeinen Landrechts für die preußischen Staaten (Berlin 1856);
- Die Sonderrechte der souveränen und der mediatisierten Häuser Deutschlands (Berlin 1871).

Er gab die Institutionen des Gaius (Bonn 1830) heraus und beteiligte sich an der Redaktion des Neuen Archivs des Kriminalrechts.